# Distoleon boninensis
Distoleon boninensis là một loài côn trùng trong họ Myrmeleontidae thuộc bộ Neuroptera. Loài này được Adams miêu tả năm 1959.